# Ralph Lainson
Ralph Lainson, OBE (* 21. Februar 1927 in Upper Beeding, West Sussex; † 5. Mai 2015) war ein britischer Biologe mit dem Spezialgebiet Parasitologie.

## Leben
Ralph Lainson besuchte die Steyning Grammar School und diente im Zweiten Weltkrieg. Nach dem Krieg studierte er am Brighton Technical College und ging anschließend an die London School of Hygiene and Tropical Medicine (LSHTM), wo er zunächst promovierte und danach als Lehrer arbeitete. 1960 ging er als Direktor des Dermal Leishmaniasis Unit ins damalige British Honduras (heute Belize), um die Ursachen der Leishmaniose zu erforschen. 
1965 baute er die Wellcome Trust Parasitology Unit im Evandro Chagas Institute in Belém in Brasilien auf. Ursprünglich sollte seine Arbeit dort nur drei Jahre dauern, doch auch als die Forschungseinrichtung 1992 geschlossen wurde, blieb Lainson bei seinen Forschungen, die er auch nach seiner Versetzung in den Ruhestand 1996 fortsetzte. 
Lainson entdeckte im Laufe seiner Forschungstätigkeit über 100 protozoische Parasiten. 1969 beschrieb er als erster die Ursachen der Chagas-Krankheit korrekt. Er entdeckte im Laufe seiner Arbeit mehr als 100 Erreger. Der 1987 entdeckte Erreger Leishmania (Viannia) lainsoni wurde nach ihm benannt.
1982 wurde er Mitglied der Royal Society und erhielt eine Ehrenmitgliedschaft der LSHTM. 1971 erhielt er die Chalmers Medaille und 1982 die Manson Medaille der Royal Society of Tropical Medicine and Hygiene. 1996 erhielt er den Order of the British Empire (OBE). 
Lainson war seit 1974 zum zweiten Mal verheiratet, diese Ehe blieb kinderlos. Aus seiner ersten Ehe hatte er drei Kinder.